# Casablanca Challenger
Il Casablanca Challenger è stato un torneo professionistico di tennis giocato su campi in terra rossa. Faceva parte dell'ATP Challenger Series. Si giocava annualmente a Casablanca in Marocco.

## Albo d'oro

### Singolare
| Anno | Campione         | Finalista        | Punteggio |
| ---- | ---------------- | ---------------- | --------- |
| 1992 | Gilbert Schaller | Federico Sánchez | 6–4, 6–1  |
| 1991 | Jens Wöhrmann    | Bernardo Mota    | 6–3, 6–1  |
| 1990 | Richard Krajicek | Sláva Doseděl    | 7–6, 6–3  |

### Doppio
| Anno | Campioni                            | Finalisti                        | Punteggio     |
| ---- | ----------------------------------- | -------------------------------- | ------------- |
| 1992 | Filip Dewulf Tom Vanhoudt           | Karol Kučera Andrej Merinov      | 7–5, 6–3      |
| 1991 | Marc-Kevin Goellner Bertrand Madsen | Tarik Benhabiles Gustavo Garetto | 6–0, 6–2      |
| 1990 | Juan Carlos Báguena Francisco Roig  | Sláva Doseděl Richard Krajicek   | 6–4, 5–7, 7–5 |